# Tony Readings
Tony Readings (* 27. November 1975) ist ein englischer Fußballtrainer und ehemaliger Fußballspieler, der zuletzt Trainer der neuseeländischen Frauennationalmannschaft war.

## Werdegang
Readings spielte als Verteidiger für die englischen Vereine AFC Wimbledon und North Shore United.
Er war zunächst Trainer der neuseeländischen U-20-Frauennationalmannschaft, mit der er 2010 die U-20-Fußball-Ozeanienmeisterschaft der Frauen gewann und an der U-20-WM in Deutschland teilnahm. Im Sommer 2011 gehörte er als Co-Trainer zum Betreuerstab der Frauennationalmannschaft bei der Weltmeisterschaft in Deutschland, die nach der Vorrunde ausschied. Nach dem Wechsel von John Herdman nach Kanada übernahm er nach der WM den Cheftrainerposten und qualifizierte sich mit seiner Mannschaft für das olympische Fußballturnier in London. Dort erreichte Neuseeland zum ersten Mal das Viertelfinale eines interkontinentalen Turniers, schied dort aber gegen den späteren Olympiasieger USA aus. Am 2. November 2017 trat er als Nationaltrainer zurück.

## Erfolge
Als Trainer:
- 2010: U-20 Ozeanienmeister der Frauen
- 2014: Fußball-Ozeanienmeisterschaft der Frauen 2014